# Nostra Signora di Guadalupe e San Filippo Martire in Via Aurelia (titolo cardinalizio)
Nostra Signora di Guadalupe e San Filippo Martire in Via Aurelia (in latino: Titulus Dominae Nostrae de Guadalupe et Sancti Philippi martyris in Via Aurelia) è un titolo cardinalizio istituito da papa Giovanni Paolo II il 28 giugno 1991. Il titolo insiste sulla basilica di Nostra Signora di Guadalupe e San Filippo, sita nel suburbio Aurelio, consacrata nel 1958 e sede parrocchiale dal 1960.
Dal 26 novembre 1994 il titolare è il cardinale Juan Sandoval Íñiguez, arcivescovo emerito di Guadalajara.

## Titolari
- Juan Jesús Posadas Ocampo (28 giugno 1991 - 24 maggio 1993 deceduto)
- Juan Sandoval Íñiguez, dal 26 novembre 1994